# نساء مذكورات في القرآن
إن الاتجاه السائد في الخطاب القرآني وفي الأحاديث النبوية هو المساواة التامة فيما يختص بالعبادات والواجبات الدينية. وقد ذكرت النساء في القرآن في مواضع عديدة وخص بعضهن بذكر قصّصهن أو أسمائهن.
لا توجد امرأة ذُكِر اسمُها صراحةً في القرآن سوى مريم قوله:﴿وَاذْكُرْ فِي الْكِتَابِ مَرْيَمَ إِذِ انْتَبَذَتْ مِنْ أَهْلِهَا مَكَانًا شَرْقِيًّا ۝١٦﴾ وذلك لكون الأسلوب القرآني معهود فيه «الإيجاز المُعجِز». حيث توجد ثلاث طرق رئيسة للتعريف بالأشخاص، هي: الاسم والكُنية واللقب. وتتفاوت تلك الطرق الثلاث في درجة اشتهار الشخص بها، فالأسلوب القرآني الإعجازي الموجز يقتصر على ذكر الطريقة الأقرب إلى تعيين الشخص المُراد والأكثر تحديدا لهويته بحسب ما يقتضيه المقام والسياق، حيث نجد أنه لا خلاف على أن فرعون هو الاسم الأكثر شهرة من آسية، فتُغنى إضافتها إليه عن ذكر إسمها، فالقليل من الناس هم الذين يعرفونها بإسمها الشخصي، بينما الناس جميعأ يعرفون دلالة الاسم فرعون، وعلى هذا فإن الإشارة إلى آسية بوصفها امرأة فرعون فحسب، تصبح كافية جدا للتعريف بها والدلالة عليها أكثر مما لو ذَكَرَها بإسمها فقط لا غير.

## حواء
هي أول أنثى من البشر، لم يذكر اسم حواء في القرآن ولا مرة ولكنه يسميها بزوجته بدون ذكر اسمها صراحة. لكن اسمها ذكر في السنة النبوية فبعد أن خلق الله آدم من غير أم ولا أب، خلق الله حواء من آدم، لتكون سكنا وعوناً له في الحياة ﴿هُوَ الَّذِي خَلَقَكُمْ مِنْ نَفْسٍ وَاحِدَةٍ وَجَعَلَ مِنْهَا زَوْجَهَا لِيَسْكُنَ إِلَيْهَا فَلَمَّا تَغَشَّاهَا حَمَلَتْ حَمْلًا خَفِيفًا فَمَرَّتْ بِهِ فَلَمَّا أَثْقَلَتْ دَعَوَا اللَّهَ رَبَّهُمَا لَئِنْ آتَيْتَنَا صَالِحًا لَنَكُونَنَّ مِنَ الشَّاكِرِينَ ۝١٨٩﴾ (سورة الأعراف، الآية 189)، وتعمر الأرض ببني آدم، ليخلف بعضهم بعضاً فيها.

## امرأة نوح وامرأة لوط
قال تعالى: ﴿ضَرَبَ اللَّهُ مَثَلًا لِلَّذِينَ كَفَرُوا امْرَأَةَ نُوحٍ وَامْرَأَةَ لُوطٍ كَانَتَا تَحْتَ عَبْدَيْنِ مِنْ عِبَادِنَا صَالِحَيْنِ فَخَانَتَاهُمَا فَلَمْ يُغْنِيَا عَنْهُمَا مِنَ اللَّهِ شَيْئًا وَقِيلَ ادْخُلَا النَّارَ مَعَ الدَّاخِلِينَ ۝١٠﴾ (سورة التحريم، الآيات 10).
فخانتاهما الخيانة الزوجية مستحيلة هذه بإجماع العلماء، هذه خيانة دعوة، أي زوجها نبي كريم، معه دعوة من خالق السماوات والأرض، الزوجة لم تؤمن بهذه الدعوة:
- امرأة نوح: كانت خيانتها في الدين، وليس في الفاحشة، حيث كانت تسخر مع قومها الساخرين من نوح .

قال تعالى: ﴿وَنَجَّيْنَاهُ وَأَهْلَهُ مِنَ الْكَرْبِ الْعَظِيمِ ۝٧٦﴾ (سورة الصافات، الآيات 76).
- كلمة { مِنَ ٱلْكَرْبِ ٱلْعَظِيمِ } [الصافات: 76] المراد: الغرق، والكرب هو: المكروه الذي لا تستطيع دفعه عن نفسك، ولا يدفعه عنك مَنْ حولك حين تستغيثُ بهم، فإنْ كان لك فيه حيلة للنجاة فلا يُسمَّى كَرْباً، ووَصْف الكرب هنا بأنه عظيم، لأنه جاء بحيث لا يملك أحدٌ دَفْعه، فالماء ينهمر من السماء، وتتفجَّر به الأرض، ويغطي قِمَمَ الجبال، فأين المفرُّ إذن؟
- وقوله:﴿ثُمَّ أَغْرَقْنَا الْآخَرِينَ ۝٨٢﴾ (سورة الصافات، الآيات 82). يعني: الكافرين. وكلمة (الأخِرِين) إهمالٌ لهم، واحتقارٌ لشأنهم.
- امرأة لوط: كانت خيانتها كذلك في الدين، ولم تكن في الفاحشة، حيث كانت تدل قومها على ضيوف لوط.

قال تعالى: ﴿وَلَمَّا أَنْ جَاءَتْ رُسُلُنَا لُوطًا سِيءَ بِهِمْ وَضَاقَ بِهِمْ ذَرْعًا وَقَالُوا لَا تَخَفْ وَلَا تَحْزَنْ إِنَّا مُنَجُّوكَ وَأَهْلَكَ إِلَّا امْرَأَتَكَ كَانَتْ مِنَ الْغَابِرِينَ ۝٣٣﴾ (سورة العنكبوت، الآيات 33).

## بنات لوط عليه السلام
قال تعالى: ﴿وَجَاءَهُ قَوْمُهُ يُهْرَعُونَ إِلَيْهِ وَمِنْ قَبْلُ كَانُوا يَعْمَلُونَ السَّيِّئَاتِ قَالَ يَا قَوْمِ هَؤُلَاءِ بَنَاتِي هُنَّ أَطْهَرُ لَكُمْ فَاتَّقُوا اللَّهَ وَلَا تُخْزُونِ فِي ضَيْفِي أَلَيْسَ مِنْكُمْ رَجُلٌ رَشِيدٌ ۝٧٨ قَالُوا لَقَدْ عَلِمْتَ مَا لَنَا فِي بَنَاتِكَ مِنْ حَقٍّ وَإِنَّكَ لَتَعْلَمُ مَا نُرِيدُ ۝٧٩﴾ (سورة هود، الآيات 78-79).
تذكر قصة قوم لوط صلة القرابة بين النبي إبراهيم ولوط والملاك الذي أتى لإبراهيم ليخبره بدمار قرية لوط أو القرية التي كانت تعمل الخبائث فرد إبراهيم أن فيها لوط وكان الرد نحن أعلم بمن فيها فذهب الملائكة في هيئة بشر إلى بيت لوط وما أن علم أهل القرية بوجود شابين وسيمين حتى أتوا بيت لوط وأرادوا الفاحشة في ضيوفه ولم يكن يعلم أنهم ملائكة فعرض لوط عليهم الزواج ببناته (قيل المقصود بنات القرية وقيل بنات لوط) ولكنهم رفضوا فجاء الوحي بخروج لوط وأهله إلا زوجته من القرية وتم عذاب الله للقرية وسبب العذاب في القرآن الفاحشة واتيان الذكران. ﴿قَالَ فَمَا خَطْبُكُمْ أَيُّهَا الْمُرْسَلُونَ ۝٣١ قَالُوا إِنَّا أُرْسِلْنَا إِلَى قَوْمٍ مُجْرِمِينَ ۝٣٢ لِنُرْسِلَ عَلَيْهِمْ حِجَارَةً مِنْ طِينٍ ۝٣٣ مُسَوَّمَةً عِنْدَ رَبِّكَ لِلْمُسْرِفِينَ ۝٣٤ فَأَخْرَجْنَا مَنْ كَانَ فِيهَا مِنَ الْمُؤْمِنِينَ ۝٣٥ فَمَا وَجَدْنَا فِيهَا غَيْرَ بَيْتٍ مِنَ الْمُسْلِمِينَ ۝٣٦ وَتَرَكْنَا فِيهَا آيَةً لِلَّذِينَ يَخَافُونَ الْعَذَابَ الْأَلِيمَ ۝٣٧﴾ (سورة الذاريات، الآيات 31-37).

## سارة
سارة هي زوجة النبي إبراهيم عليه السلام، وأم اسحاق عليه السلام، صبرت مع زوجها على تأخر الذرية، فرزقها الله على الكِبر النبي اسحاق.
بعد أن بلغت سارة من العمر 76 عاماً ولم تنجب ذرية لإبراهيم، طلبت منه أن يدخل على جاريته هاجر والتي ولدت له إسماعيل وكان عمر إبراهيم 86 عاماً وحدث ذلك قبل مولد إسحاق بثلاث عشرة سنة، وقد ولّد ذلك الغيرة في نفس سارة مما دفع إبراهيم لإنزالهما في مكان بعيد وهو وادي مكة وقال: ﴿رَبَّنَا إِنِّي أَسْكَنْتُ مِنْ ذُرِّيَّتِي بِوَادٍ غَيْرِ ذِي زَرْعٍ عِنْدَ بَيْتِكَ الْمُحَرَّمِ رَبَّنَا لِيُقِيمُوا الصَّلَاةَ فَاجْعَلْ أَفْئِدَةً مِنَ النَّاسِ تَهْوِي إِلَيْهِمْ وَارْزُقْهُمْ مِنَ الثَّمَرَاتِ لَعَلَّهُمْ يَشْكُرُونَ ۝٣٧﴾ (سورة إبراهيم، الآيات 37).، ثم هم عائداً إلى بلاد الشام حيث سارة، وقلبه يهوي إلى مكة وإلى ولده إسماعيل، ولا حيلة له إلاّ الدعاء والتضرع.
وبدأ إبراهيم عليه السلام يناجي ربه، ويطلب أن يعينه ويساعده، فبشَّره الله سبحانه بولد آخر تنجبه سارة: ﴿وَامْرَأَتُهُ قَائِمَةٌ فَضَحِكَتْ فَبَشَّرْنَاهَا بِإِسْحَاقَ وَمِنْ وَرَاءِ إِسْحَاقَ يَعْقُوبَ ۝٧١ قَالَتْ يَا وَيْلَتَا أَأَلِدُ وَأَنَا عَجُوزٌ وَهَذَا بَعْلِي شَيْخًا إِنَّ هَذَا لَشَيْءٌ عَجِيبٌ ۝٧٢ قَالُوا أَتَعْجَبِينَ مِنْ أَمْرِ اللَّهِ رَحْمَةُ اللَّهِ وَبَرَكَاتُهُ عَلَيْكُمْ أَهْلَ الْبَيْتِ إِنَّهُ حَمِيدٌ مَجِيدٌ ۝٧٣﴾ (سورة هود، الآيات 71-73).

## هاجر
هاجر شخصية جاء ذكرها باسمها في الأحاديث النبوية وأشير إليها دون تسمية في القرآن الكريم. وهي امرأة مكرمة في الإسلام فهي والدة النبي إسماعيل عليه السلام 
بعد خمس سنوات من ولادة إسماعيل عليه السلام أنجبت سارة إسحاق عليه السلام وهكذا صار لإبراهيم ولدان: إسماعيل من هاجر، وإسحاق من سارة. ولحكمة أرادها الله، وتحاشياً لما قد يقع بين الزوجتين وولديهما من الخلاف والمشاحنات أمر الله سبحانه خليله إبراهيم أن يخرج بإسماعيل وأمه هاجر، ويبتعد بهما عن سارة، التي اغتمت كثيراً وثقل عليها أمر هاجر وولدها إسماعيل، بعد أن صار لها ولداً.
أذعن إبراهيم لأمر ربه، فخرج بهاجر وابنها إسماعيل، وهو لا يدري إلى أين يأخذهما، فكان كل ما مرّ بمكانٍ أعجبه فيه شجر ونخل وزرع قال: إلى ههنا يا ربّ؟ فيجيبه جبرائيل عليه السلام: إمضِ يا إبراهيم.
وظلَّ هو وهاجر سائرين، ومعهما ولدهما إسماعيل حتى وصلوا إلى مكة، حيث لا زرع هناك ولا ماء الا حرِّ الشمس.
أراد إبراهيم عليه السلام أن يترك هاجر وولدها إسماعيل، في ذلك المكان القاحل المقفر، حيث لا دار ولا طعام فيه ولا شراب، إلاّ كيس من التمر وقربة صغيرة فيها قليل من الماء كانوا قد حملوهما معهم عند بدء رحلتهم. فخافت هاجر على نفسها الجوع والعطش، وعلى ولدها الهلاك، فتعلقت بإبراهيم عليه السلام تريد ألا تتركه يذهب، وراحت تسأله: إلى أين تذهب يا إبراهيم وتتركني وطفلي في هذا المكان الذي ليس فيه أنيس، ولا زرع ولا ماء، ألا تخاف أن نهلك أنا وهذا الطفل جوعاً وعطشاً؟ رق قلب إبراهيم وتحير في أمره، ولكنه تذكر أمر الله له، فماذا يفعل وهو إنما ينفذ ما أمره به ربه، وألحت هاجر في السؤال، وظل إبراهيم عليه السلام منصرفاً عنها يناجي ربه. ويأتي الجواب جازماً حاسماً لا تردد فيه ولا تراجع: إن الله هو الذي أمرني بترككم في هذا المكان، وهو لاشك لن يضيعكم. فلاذت أم إسماعيل بالصمت، ورضخت هي الأخرى لما أراده الله ثم قالت: إذن لا يضيعنا. ﴿رَبَّنَا إِنِّي أَسْكَنْتُ مِنْ ذُرِّيَّتِي بِوَادٍ غَيْرِ ذِي زَرْعٍ عِنْدَ بَيْتِكَ الْمُحَرَّمِ رَبَّنَا لِيُقِيمُوا الصَّلَاةَ فَاجْعَلْ أَفْئِدَةً مِنَ النَّاسِ تَهْوِي إِلَيْهِمْ وَارْزُقْهُمْ مِنَ الثَّمَرَاتِ لَعَلَّهُمْ يَشْكُرُونَ ۝٣٧﴾ (سورة إبراهيم، الآيات 37).

## إليصابات
إليصابات هي زوجة النبي زكريا وأم النبي يوحنا المعمدان (النبي يحيى) (الذي ولدته بعد أن كانت قد تقدمت بها السن)، وأخت حنة أم مريم عليها السلام بنت عمران، ذكر في «المعالم» في تفسير سورة مريم قوله تعالى: ﴿قَالَ رَبِّ إِنِّي وَهَنَ الْعَظْمُ مِنِّي وَاشْتَعَلَ الرَّأْسُ شَيْبًا وَلَمْ أَكُنْ بِدُعَائِكَ رَبِّ شَقِيًّا ۝٤﴾ (سورة مريم، الآيات 4). أي قال زكريا: عودتني الإجابة فيما مضى، وقوله تعالى: (وإني خفت الموالي من ورائي وكانت امرأتي عاقراً فهب لي من لدنك ولياً) أي: ابناً، وقوله تعالى: ﴿يَرِثُنِي وَيَرِثُ مِنْ آلِ يَعْقُوبَ وَاجْعَلْهُ رَبِّ رَضِيًّا ۝٦﴾ (سورة مريم، الآيات 6). قال الحسن: يرثني مالي، ويرث من آل يعقوب النبوة والحبورة لأن زكريا عليه السلام كان نبياً مرسلاً، ورأس الأحبار. وقوله تعالى: (يا زكريا إنا نبشرك بغلام اسمه يحيى..) وعن ابن عباس رضي الله عنهما: أنه لم تلد العواقر مثله. وقوله تعالى: (قال رب اجعل لي آية..) أي دلالة على حمل امرأتي، لأنها عاقر وقد كبرت وأسنت قال تعالى: (آيتك ألا تكلم الناس ثلاث ليال سويا) أي: صحيحاً سليماً من غير بأس ولا خرس، وكان الناس ينتظرون خروجه من وراء المحراب، فخرج عليهم متغيراً لونه، فأنكروه وقالوا له: ما لك؟ فكتب لهم في الأرض (.. أن سبحوا بكرة وعشيا...) لأنه كان يخرج عليهم بكرة وعشياً، فلما كان وقت حمل امرأته إنشاع ومنع من الكلام خرج إليهم وأمرهم بالصلاة [إشارة] ، ولماتم حملها ولدت يحيى عليه السلام ولما صار له من العمر ثلاث سنين أتاه الله الحكم صبياً، قرأ التوراة وهو صغير وذكر في «تاريخ ابن الوردي»: أن إيشاع ولدت يحيى عليه السلام قبل ما ولدت مريم عليها السلام عيسى بستة أشهر، فكان مولد يحيى سنة أربع وثلاثمائة لغلبة الاسكندر، ولهبوط آدم عليه السلام خمسة آلاف، وخمسمائة وأربع وثمانين.. قال: ﴿قَالَ رَبِّ إِنِّي وَهَنَ الْعَظْمُ مِنِّي وَاشْتَعَلَ الرَّأْسُ شَيْبًا وَلَمْ أَكُنْ بِدُعَائِكَ رَبِّ شَقِيًّا ۝٤ وَإِنِّي خِفْتُ الْمَوَالِيَ مِنْ وَرَائِي وَكَانَتِ امْرَأَتِي عَاقِرًا فَهَبْ لِي مِنْ لَدُنْكَ وَلِيًّا ۝٥ يَرِثُنِي وَيَرِثُ مِنْ آلِ يَعْقُوبَ وَاجْعَلْهُ رَبِّ رَضِيًّا ۝٦﴾ (سورة مريم، الآيات 4-6).
واليصابات هذه هي الصيغة اليونانية لاسم لفظه في اللغة العبرية ((إليشيبا أو اليشبع)) أي ((الله قسم)) ومعناه المكرسة للرب، وهو اسم امرأة تقية من سبط لاوي ومن بيت هارون. واسمها في العبرية هو نفس اسم امرأة هارون ((اليشبع)). في الإنجليزية هو إليزابيث وعرب الاسم إلى «اليَصابات» كما في كتب التاريخ العربي، وأصل التاء ثاء، لكن العرب خففوها فجعلوها تاء.

## امرأة العزيز ونسوة المدينة
هي زليخا زوجة عزيز مصر عند قدوم يوسف إلى مصر مشهورة بجمالها وكبريائها الذي أضحى تكبراً وأنفة. زوجها بوتيفار عزيز مصر على عهد الملك أمنحوتب الثالث (الذي يعد من أعظم الملوك الذين حكموا مصر عبر التاريخ).
- ورد ذكرها في قوله تعالى:﴿وَقَالَ الَّذِي اشْتَرَاهُ مِنْ مِصْرَ لِامْرَأَتِهِ أَكْرِمِي مَثْوَاهُ عَسَى أَنْ يَنْفَعَنَا أَوْ نَتَّخِذَهُ وَلَدًا وَكَذَلِكَ مَكَّنَّا لِيُوسُفَ فِي الْأَرْضِ وَلِنُعَلِّمَهُ مِنْ تَأْوِيلِ الْأَحَادِيثِ وَاللَّهُ غَالِبٌ عَلَى أَمْرِهِ وَلَكِنَّ أَكْثَرَ النَّاسِ لَا يَعْلَمُونَ ۝٢١﴾ سورة يوسف، الآيات 21[19]، وعزيز مصر الذي اشترى يوسف عليه السلام كان يدعى قطفين.
- ذكر الله قصتها قي القرآن الكريم حيث قال: ﴿وَقَالَ نِسْوَةٌ فِي الْمَدِينَةِ امْرَأَةُ الْعَزِيزِ تُرَاوِدُ فَتَاهَا عَنْ نَفْسِهِ قَدْ شَغَفَهَا حُبًّا إِنَّا لَنَرَاهَا فِي ضَلَالٍ مُبِينٍ ۝٣٠ فَلَمَّا سَمِعَتْ بِمَكْرِهِنَّ أَرْسَلَتْ إِلَيْهِنَّ وَأَعْتَدَتْ لَهُنَّ مُتَّكَأً وَآتَتْ كُلَّ وَاحِدَةٍ مِنْهُنَّ سِكِّينًا وَقَالَتِ اخْرُجْ عَلَيْهِنَّ فَلَمَّا رَأَيْنَهُ أَكْبَرْنَهُ وَقَطَّعْنَ أَيْدِيَهُنَّ وَقُلْنَ حَاشَ لِلَّهِ مَا هَذَا بَشَرًا إِنْ هَذَا إِلَّا مَلَكٌ كَرِيمٌ ۝٣١ قَالَتْ فَذَلِكُنَّ الَّذِي لُمْتُنَّنِي فِيهِ وَلَقَدْ رَاوَدْتُهُ عَنْ نَفْسِهِ فَاسْتَعْصَمَ وَلَئِنْ لَمْ يَفْعَلْ مَا آمُرُهُ لَيُسْجَنَنَّ وَلَيَكُونًا مِنَ الصَّاغِرِينَ ۝٣٢﴾ سورة يوسف، الآيات 30-32.[20]

ثم طلبت من يوسف أن يخرج عليهن فإذا بالنسوة يقطعن أيديهن مبهورات من جمال يوسف.
ولما قام النبي يوسف بتفسير رؤيا ملك مصر أخناتون (أمنحوتب الرابع) وظهرت براءته باعتراف زُليخا ﴿قَالَ مَا خَطْبُكُنَّ إِذْ رَاوَدْتُنَّ يُوسُفَ عَنْ نَفْسِهِ قُلْنَ حَاشَ لِلَّهِ مَا عَلِمْنَا عَلَيْهِ مِنْ سُوءٍ قَالَتِ امْرَأَةُ الْعَزِيزِ الْآنَ حَصْحَصَ الْحَقُّ أَنَا رَاوَدْتُهُ عَنْ نَفْسِهِ وَإِنَّهُ لَمِنَ الصَّادِقِينَ ۝٥١﴾ سورة يوسف، الآية 51. وكذلك باعتراف نساء مصر أن يوسف كان عفيفاً تقياً، قام الملك أخناتون بإطلاق سراحه وعينه عزيزاً لمصر (بعد وفاة بوتيفار زوج زليخا والذي مرض وتأثر من خيانة زوجته له، وندمه على سجن يوسف تلك المدة).

### نسوة المدينة
ورد ذكرهن في قوله تعالى: ﴿وَقَالَ نِسْوَةٌ فِي الْمَدِينَةِ امْرَأَةُ الْعَزِيزِ تُرَاوِدُ فَتَاهَا عَنْ نَفْسِهِ قَدْ شَغَفَهَا حُبًّا إِنَّا لَنَرَاهَا فِي ضَلَالٍ مُبِينٍ ۝٣٠﴾سورة يوسف، الآيات 30، وقيل انهن خمسة: امرأة الساقي، وامرأة الحاجب، وامرأة الخباز، وامرأة السجّان، وامرأة صاحب الدواب.

## أم موسى
يوكابد بنت لاوي هي أم النبي موسى وهارون، ومريم وزوجة عمرام.
ورد ذكرها في قوله تعالى: ﴿وَأَوْحَيْنَا إِلَى أُمِّ مُوسَى أَنْ أَرْضِعِيهِ فَإِذَا خِفْتِ عَلَيْهِ فَأَلْقِيهِ فِي الْيَمِّ وَلَا تَخَافِي وَلَا تَحْزَنِي إِنَّا رَادُّوهُ إِلَيْكِ وَجَاعِلُوهُ مِنَ الْمُرْسَلِينَ ۝٧﴾ سورة القصص، الآيات 7، أُمرت بإلقاء ابنها موسى عليه السلام في اليمّ (نيل مصر).
وقوله تعالى: ﴿وَأَصْبَحَ فُؤَادُ أُمِّ مُوسَى فَارِغًا إِنْ كَادَتْ لَتُبْدِي بِهِ لَوْلَا أَنْ رَبَطْنَا عَلَى قَلْبِهَا لِتَكُونَ مِنَ الْمُؤْمِنِينَ ۝١٠ وَقَالَتْ لِأُخْتِهِ قُصِّيهِ فَبَصُرَتْ بِهِ عَنْ جُنُبٍ وَهُمْ لَا يَشْعُرُونَ ۝١١ وَحَرَّمْنَا عَلَيْهِ الْمَرَاضِعَ مِنْ قَبْلُ فَقَالَتْ هَلْ أَدُلُّكُمْ عَلَى أَهْلِ بَيْتٍ يَكْفُلُونَهُ لَكُمْ وَهُمْ لَهُ نَاصِحُونَ ۝١٢ فَرَدَدْنَاهُ إِلَى أُمِّهِ كَيْ تَقَرَّ عَيْنُهَا وَلَا تَحْزَنَ وَلِتَعْلَمَ أَنَّ وَعْدَ اللَّهِ حَقٌّ وَلَكِنَّ أَكْثَرَهُمْ لَا يَعْلَمُونَ ۝١٣﴾ سورة القصص، الآيات 10-11-12-13

## أخت موسى
ورد ذكرها في قوله تعالى:﴿وَقَالَتْ لِأُخْتِهِ قُصِّيهِ فَبَصُرَتْ بِهِ عَنْ جُنُبٍ وَهُمْ لَا يَشْعُرُونَ ۝١١﴾ سورة القصص، الآيات 11، وكانت أسنّ من موسى عليه السلام، ومن هارون.

## زوجة موسى
اسمها صافورية أو صفوريا ويسميها الأوروبيون صفورا وتعنى «العصفورة». هي ابنة النبى شعيب حسبما يقول أنس بن مالك.. بينما يقول آخرون- ومن بينهم ابن كثير- إن والدها كان شيخاً من شيوخ القبائل، وشعيب هو النبى الذي بعث لأصحاب الأيكة وهم قوم مدين الذين كانوا يعبدون شجرة ملفوفة. تزوجت صفورة بالنبي موسى عليه السلام، وكانت نموذجاً للمؤمنة، ذات الفراسة والحياء، وكانت قدوة في الاهتمام باختيار الزوج الأمين العفيف. وولدت له ابنين  أحدهما اسمه جرشوم، والثاني أليعازر. وحكاية لقاء موسى عليه السلام بصافورية ذكرها القرآن الكريم.
﴿وَلَمَّا وَرَدَ مَاءَ مَدْيَنَ وَجَدَ عَلَيْهِ أُمَّةً مِنَ النَّاسِ يَسْقُونَ وَوَجَدَ مِنْ دُونِهِمُ امْرَأَتَيْنِ تَذُودَانِ قَالَ مَا خَطْبُكُمَا قَالَتَا لَا نَسْقِي حَتَّى يُصْدِرَ الرِّعَاءُ وَأَبُونَا شَيْخٌ كَبِيرٌ ۝٢٣﴾ (سورة القصص، الآية 23)
و﴿قَالَتْ إِحْدَاهُمَا يَا أَبَتِ اسْتَأْجِرْهُ إِنَّ خَيْرَ مَنِ اسْتَأْجَرْتَ الْقَوِيُّ الْأَمِينُ ۝٢٦﴾ (سورة القصص، الآية 26)

## آسيا امرأة فرعون
آسية بنت مزاحم امرأة فرعون موسى. التي تلقت النبي موسى من اليم وآمنت به وأسندت رضاعته لأمه. ﴿وَقَالَتِ امْرَأَةُ فِرْعَوْنَ قُرَّةُ عَيْنٍ لِي وَلَكَ لَا تَقْتُلُوهُ عَسَى أَنْ يَنْفَعَنَا أَوْ نَتَّخِذَهُ وَلَدًا وَهُمْ لَا يَشْعُرُونَ ۝٩﴾ (سورة القصص، الآية 9) يعني: أن فرعون لما رآه هم بقتله خوفا من أن يكون من بني إسرائيل فجعلت امرأته آسية بنت مزاحم تحاج عنه وتذب دونه، وتحببه إلى فرعون، فقالت: (قرة عين لي ولك) فقال: أما لك فنعم، وأما لي فلا. فكان كذلك، وهداها الله به، وأهلكه الله على يديه. هذه القصة بطولها، من رواية ابن عباس مرفوعا عن النسائي وغيره ..
وقوله ": (عسى أن ينفعنا)، وقد حصل لها ذلك، وهداها الله به، وأسكنها الجنة بسببه. وقولها: (أو نتخذه ولدا) أي: أرادت أن تتخذه ولدا وتتبناه، وذلك أنه لم يكن لها ولد منه .. وقيل هي التي سمّت موسى بهذا الاسم، لأنه وُجد بين ماء وشجر، أظهرت ايمانها يوم الزينة، فأمر فرعون أن توتد على ظهرها أوتاد، وأن ترضخ بصخرة عظيمة إن لم ترجع، فقالت كما ورد قي القرآن الكريم: ﴿وَضَرَبَ اللَّهُ مَثَلًا لِلَّذِينَ آمَنُوا امْرَأَةَ فِرْعَوْنَ إِذْ قَالَتْ رَبِّ ابْنِ لِي عِنْدَكَ بَيْتًا فِي الْجَنَّةِ وَنَجِّنِي مِنْ فِرْعَوْنَ وَعَمَلِهِ وَنَجِّنِي مِنَ الْقَوْمِ الظَّالِمِينَ ۝١١﴾ (سورة التحريم، الآية 11).
- لماذا لم يُسم ِالقرآن امرأة فرعون واكتفى فقط بإضافتها إلى زوجها؟

- التدبر في إسلوب القرآن الإعجازى الموجز يدلنا على أنه يقتصر على ذكر الطريقة الأقرب إلى تعيين الشخص المراد والأكثر تحديدأ لهويته بحسب ما يقتضيه المقام والسياق، وهنا نجد أنه لا خلاف على أن «فرعون» هو الاسم الأكثر شهرة من «آسية»، بحيث تُغنى إضافتها إليه عن ذكر إسمها، فالقليل من الناس هم الذين يعرفونها بإسمها الشخصى، بينما الناس جميعأ يعرفون دلالة الاسم «فرعون»، وعلى هذا فإن الإشارة إلى «آسية» بوصفها «امرأة فرعون» فحسب، تصبح كافية جدأ للتعريف بها والدلالة عليها أكثر مما لو ذَكَرَها بإسمها فقط.
لو أنه قال «آسية امرأة فرعون» لكان الاسم «آسية» حشواً يتنزه عنه اسلوب القرآن الموجز، وذلك لكفاية «امرأة فرعون» في الدلالة عليها ، فالذكر كما قلنا من قبل يكون للطريقة الأقرب إلى تعيين الشخص المراد ، فإذا دلت إضافة المرأة إلى زوجها على تحديد هويتها بيسر ، لم تعد هناك حاجة بعد ذاك للتصريح بإسمها ، وخاصةً إذا كان إسمها مجهولأ لأكثر الناس.
بل لقد لوحظ أن إضافة المرأة إلى اسم زوجها تكون في بعض الأحيان هي الطريقة الوحيدة لتحديد هويتها بدقة ، وأن الاكتفاء بذكر اسمها قد لا يكفى مطلقأ للوقوف على شخصيتها وتحديد من تكون!

## بلقيس
بلقيس كانت ملكة مملكة سبأ الوارد ذكرها في الكتاب المقدس والقرآن الكريم. في قوله تعالى: ﴿إِنِّي وَجَدْتُ امْرَأَةً تَمْلِكُهُمْ وَأُوتِيَتْ مِنْ كُلِّ شَيْءٍ وَلَهَا عَرْشٌ عَظِيمٌ ۝٢٣﴾ القرآن الكريم، سورة النمل، الآيات: 23.
وفدت الملكة غير المُسمَّاة في النصوص الدينية على الملك سليمان، وفصَّلَ رجال الدين والمفسرون والإخباريون في تفاصيل ذلك اللقاء حتى غدت شخصية هذه الملكة مادة خصبة لكتب القصص والروايات.
ذكرها القرآن الكريم في سورة النمل، حيث قال الله تعالى: ﴿قَالَتْ يَا أَيُّهَا الْمَلَأُ إِنِّي أُلْقِيَ إِلَيَّ كِتَابٌ كَرِيمٌ ۝٢٩ إِنَّهُ مِنْ سُلَيْمَانَ وَإِنَّهُ بِسْمِ اللَّهِ الرَّحْمَنِ الرَّحِيمِ ۝٣٠ أَلَّا تَعْلُوا عَلَيَّ وَأْتُونِي مُسْلِمِينَ ۝٣١ قَالَتْ يَا أَيُّهَا الْمَلَأُ أَفْتُونِي فِي أَمْرِي مَا كُنْتُ قَاطِعَةً أَمْرًا حَتَّى تَشْهَدُونِ ۝٣٢ قَالُوا نَحْنُ أُولُو قُوَّةٍ وَأُولُو بَأْسٍ شَدِيدٍ وَالْأَمْرُ إِلَيْكِ فَانْظُرِي مَاذَا تَأْمُرِينَ ۝٣٣ قَالَتْ إِنَّ الْمُلُوكَ إِذَا دَخَلُوا قَرْيَةً أَفْسَدُوهَا وَجَعَلُوا أَعِزَّةَ أَهْلِهَا أَذِلَّةً وَكَذَلِكَ يَفْعَلُونَ ۝٣٤ وَإِنِّي مُرْسِلَةٌ إِلَيْهِمْ بِهَدِيَّةٍ فَنَاظِرَةٌ بِمَ يَرْجِعُ الْمُرْسَلُونَ ۝٣٥ فَلَمَّا جَاءَ سُلَيْمَانَ قَالَ أَتُمِدُّونَنِي بِمَالٍ فَمَا آتَانِيَ اللَّهُ خَيْرٌ مِمَّا آتَاكُمْ بَلْ أَنْتُمْ بِهَدِيَّتِكُمْ تَفْرَحُونَ ۝٣٦ ارْجِعْ إِلَيْهِمْ فَلَنَأْتِيَنَّهُمْ بِجُنُودٍ لَا قِبَلَ لَهُمْ بِهَا وَلَنُخْرِجَنَّهُمْ مِنْهَا أَذِلَّةً وَهُمْ صَاغِرُونَ ۝٣٧﴾ القرآن الكريم، سورة النمل، الآيات: 29-37.

## امرأة عمران
حنة بنت فاقوذا، هي زوجة عمران، وأخت زوجة زكريا عليه السلام وأم مريم عليها السلام.
تزوجها عمران، ولم تحمل منه وأسنت، ولم يكن لها ولد فأبصرت يوماً طائراً يطعم أفراخه، فتحركت لذلك نفسها، واشتاقت للولد، وتمنت أن يكون لها ولد حتى تحن عليه مثل هذا الطائر، فهنالك دعت إلى الله تعالى أن يهب لها ولداً، وقالت: اللهم لك علي بأن رزقتني ولداً أن أتصدق به على بيت المقدس. ﴿إِذْ قَالَتِ امْرَأَةُ عِمْرَانَ رَبِّ إِنِّي نَذَرْتُ لَكَ مَا فِي بَطْنِي مُحَرَّرًا فَتَقَبَّلْ مِنِّي إِنَّكَ أَنْتَ السَّمِيعُ الْعَلِيمُ ۝٣٥﴾ [آل عمران:35] (سورة آل عمران، الآية 35). فواقعها زوجها عمران، فحملت مريم ولفتها في خرقة من يومها، وحملتها إلى المسجد الأقصى، ووضعتها عند الأحبار، من أبناء هارون عليه السلام وقالت لهم: دونكم وهذه النذيرة. وذلك قوله تعالى: ﴿فَلَمَّا وَضَعَتْهَا قَالَتْ رَبِّ إِنِّي وَضَعْتُهَا أُنْثَى وَاللَّهُ أَعْلَمُ بِمَا وَضَعَتْ وَلَيْسَ الذَّكَرُ كَالْأُنْثَى وَإِنِّي سَمَّيْتُهَا مَرْيَمَ وَإِنِّي أُعِيذُهَا بِكَ وَذُرِّيَّتَهَا مِنَ الشَّيْطَانِ الرَّجِيمِ ۝٣٦﴾ [آل عمران:36] (سورة آل عمران، الآية 36)، قبل هذا النذر، وجعله نذراً مباركاً وهذا ما أشار إليه القرآن الكريم: ﴿فَتَقَبَّلَهَا رَبُّهَا بِقَبُولٍ حَسَنٍ وَأَنْبَتَهَا نَبَاتًا حَسَنًا وَكَفَّلَهَا زَكَرِيَّا كُلَّمَا دَخَلَ عَلَيْهَا زَكَرِيَّا الْمِحْرَابَ وَجَدَ عِنْدَهَا رِزْقًا قَالَ يَا مَرْيَمُ أَنَّى لَكِ هَذَا قَالَتْ هُوَ مِنْ عِنْدِ اللَّهِ إِنَّ اللَّهَ يَرْزُقُ مَنْ يَشَاءُ بِغَيْرِ حِسَابٍ ۝٣٧﴾ [آل عمران:37] (سورة آل عمران، الآية 37). فتنافس فيها الأحبار، وكان عمران قد مات قبل الولادة، فطلبها زكريا ليأخذها وقال: أنا أحق بها لأن خالتها عندي. فتقارعوا عليها فوقعت القرعة لزكريا عليه السلام قيل: إنها لم تلقم ثديا منذ ولدت، وقيل: إن أمها كانت ترضعها. وذكر في كتاب «تأريخ ابن الوردي»: أن حنة أم مريم عليها السلام، وهي أخت إيشاع زوجة زكريا عليه السلام وذكر مثل ما سبق ذكره من دعاء حنة، وطلبها الولد بعد ما كبرت، وقيل: إن عمرها لما ولدت مريم كان ستين سنة.

## مريم بنت عمران
مريم بنت عمران هي مريم العذراء أم المسيح عيسى عليه السلام بحسب القران الكريم. قال تعالى: ﴿وَإِذْ قَالَتِ الْمَلَائِكَةُ يَا مَرْيَمُ إِنَّ اللَّهَ اصْطَفَاكِ وَطَهَّرَكِ وَاصْطَفَاكِ عَلَى نِسَاءِ الْعَالَمِينَ ۝٤٢ يَا مَرْيَمُ اقْنُتِي لِرَبِّكِ وَاسْجُدِي وَارْكَعِي مَعَ الرَّاكِعِينَ ۝٤٣﴾
لا توجد امراة ذكر اسمها صراحة في القران سوى مريم قال تعالى:﴿وَاذْكُرْ فِي الْكِتَابِ مَرْيَمَ إِذِ انْتَبَذَتْ مِنْ أَهْلِهَا مَكَانًا شَرْقِيًّا ۝١٦﴾ (سورة مريم، الآية 16)</>
رُوي أنّ حنة بنت فاقوذا زوجة عمران كانت عاقراً لم تلد، إلى أن عجزت، فبينما هي في ظلّ شجرة أبصرت طائرا يطعم فرخاً له، فتحرّكت عاطفتها للولد وتمنّته فقالت: يا ربّ إنّ لك عليّ نذراً، شكراً لك، إن رزقتني ولداً أن أتصدّق به على بيت المقدس فيكون من خدمه. ﴿إِذْ قَالَتِ امْرَأَةُ عِمْرَانَ رَبِّ إِنِّي نَذَرْتُ لَكَ مَا فِي بَطْنِي مُحَرَّرًا فَتَقَبَّلْ مِنِّي إِنَّكَ أَنْتَ السَّمِيعُ الْعَلِيمُ ۝٣٥﴾ (سورة آل عمران، الآية 35). وقد استجاب لها الله سبحانه، فحملت، وأثناء حملها توفي زوجها عمران.
كان أولى الامتحانات أن أمها حنة، التي كانت ترجو أن ترزق غلاماً لتهبه لخدمة بيت المقدس رزقت بنتاً، والبنت لا تقوم بالخدمة في المسجد كما يقوم الرجل، وأسفت حنّة واعتذرت لله عزّ وجل فقالت: ﴿فَلَمَّا وَضَعَتْهَا قَالَتْ رَبِّ إِنِّي وَضَعْتُهَا أُنْثَى وَاللَّهُ أَعْلَمُ بِمَا وَضَعَتْ وَلَيْسَ الذَّكَرُ كَالْأُنْثَى وَإِنِّي سَمَّيْتُهَا مَرْيَمَ وَإِنِّي أُعِيذُهَا بِكَ وَذُرِّيَّتَهَا مِنَ الشَّيْطَانِ الرَّجِيمِ ۝٣٦﴾ (سورة آل عمران، الآية 36).
لكن الله سبحانه وتعالى قبل من حنّة النذر، وجعله نذراً مباركاً وهذا ما أشار إليه القرآن الكريم: ﴿فَتَقَبَّلَهَا رَبُّهَا بِقَبُولٍ حَسَنٍ وَأَنْبَتَهَا نَبَاتًا حَسَنًا وَكَفَّلَهَا زَكَرِيَّا كُلَّمَا دَخَلَ عَلَيْهَا زَكَرِيَّا الْمِحْرَابَ وَجَدَ عِنْدَهَا رِزْقًا قَالَ يَا مَرْيَمُ أَنَّى لَكِ هَذَا قَالَتْ هُوَ مِنْ عِنْدِ اللَّهِ إِنَّ اللَّهَ يَرْزُقُ مَنْ يَشَاءُ بِغَيْرِ حِسَابٍ ۝٣٧﴾ (سورة آل عمران، الآية 37).
يوجد أمران ملفتان للنظر يتعلقان بذكر مريم في القرآن :
- الأمر الأول : أن مريم كانت هي المرأة الوحيدة التي ذكرها القرآن بإسمها ، فلماذا ؟
- الأمر الثاني : أن الاسم «مريم» مذكور في القرآن 34 مرة موزعة على 12 سورة ، ولكن موضع ذكرها في سورة التحريم كان هو الوحيد الذي اقترن اسمها بكنيتها ، فلماذا أيضأ ؟
- الجواب عن الأول : كانت مريم هي الوحيدة من النساء المذكورة بإسمها في القرآن ، وذلك لأنها هي الوحيدة كذلك التي قص علينا القرآن قصتها كاملة ، بينما النساء الأخريات جاء ذكرهن في القرآن عرضأ لا قصدا ، ومن أمثلة ذلك ملكة سبأ التي جاء ذكرها عارضأ في سورة النمل، لأنه ورد في سياق قصة سليمان أصلا ، ولم تكن هي المعنية بالذكر منذ البداية ، وكذلك امرأة العزيز ، حيث جاء ذكرها عرضا في سياق قصة يوسف.. وهكذا

أما مريم فوردت قصتها مستقلة بذاتها ، وذلك في قوله تعالى: «وأذكر في الكتاب مريم...» فهي قصة قائمة بذاتها ، مثلها في ذلك مثل قصة إبراهيم ، حيث اُستهلت كذلك بقول مماثل: «وأذكر في الكتاب إبراهيم...»، أو مثل قصة موسى: «وأذكر في الكتاب موسى...» وبالمثل إسماعيل وادريس
وباختصار يمكن القول أن الضرورة اقتضت ذكرها بالاسم.
- كما أنه توجد ضرورة أخرى استوجبت ذكر اسمها ، وهي تتمثل في ارتباط قصتها بقصة ابنها المبارك عيسى، حيث نجد القرآن بالغ الحرص على نسبة عيسى إلى أمه وعلى اقتران اسمه بإسمها ، فهو إما أن يقول: " عيسى ابن مريم " أو يقول: " المسيح ابن مريم ، أو يقول: " المسيح عيسى ابن مريم " وقد كان هذا ضروريأ للتأكيد على الميلاد الإعجازى للمسيح من عذراء ، وعلى أنه لا ينتسب إلى أب من البشر.

ونأتي إلى السؤال الثانى : لماذا انفردت آية سورة التحريم ﴿وَمَرْيَمَ ابْنَتَ عِمْرَانَ الَّتِي أَحْصَنَتْ فَرْجَهَا فَنَفَخْنَا فِيهِ مِنْ رُوحِنَا وَصَدَّقَتْ بِكَلِمَاتِ رَبِّهَا وَكُتُبِهِ وَكَانَتْ مِنَ الْقَانِتِينَ ۝١٢﴾ [التحريم:12] (سورة التحريم، الآية 12) بالجمع بين اسم مريم وكنيتها «ابنتة عمران» ؟
- والجواب عنه: إن مقام ذكر مريم في آية التحريم هو مقام المدح والثناء عليها ، وضرب المثل بها في عظيم إيمانها بكلمات الله التي سبقت وأعلنت البشرى بميلاد المسيح المنتظر من فتاة عذراء، ومقام المدح والثناء يقتضى الذكر الكامل لمن نمدحه ونثنى عليه ، أي التحديد الدقيق لشخصه وهويته حتى لا يلتبس لدى السامعين بشخص سواه قد يحمل نفس اسمه الأول.

وهنا نلاحظ أن آية التحريم قد ذُكرت أكثر من محدد واحد من محددات الشخصية ، تلك هي:
1. – الاسم العلم: مريم
2. – الكنية: ابنت عمران
3. – الصلة: التي أحصنت فرجها

لا مجال بعد هذا التحديد الدقيق لحدوث أدنى لبس حول هوية مريم ، أما لو أنه قد اكتفى بذكر اسمها فقط «مريم» فإن المريميات كثيرات في تاريخ الديانة اليهودية بحيث لا يتبين معه من تكون مريم المقصودة من بينهن جميعأ
وكذلك لو أنه قال: «ابنة عمران» فقط دون أن يذكر اسمها «مريم» فإن المراد لا يتحقق مطلقأ ، لأنه من غير المعروف لدى النصارى أن والد مريم يُدعى «عمران»، فالأناجيل الأربعة المعتمدة لديهم قد خلت من ذكر اسم والد مريم على الإطلاق ، بل العهد الجديد كله لا يوجد به أي ذكر له، بل على العكس يوجد اسم مغاير لعمران ورد في أحد أناجيلهم غير القانونية، هو المسمى «إنجيل يعقوب»، حيث يذكر أن اسم والد مريم هو «يواقيم» وليس «عمران».
قال تعالى: ﴿وَالَّتِي أَحْصَنَتْ فَرْجَهَا فَنَفَخْنَا فِيهَا مِنْ رُوحِنَا وَجَعَلْنَاهَا وَابْنَهَا آيَةً لِلْعَالَمِينَ ۝٩١﴾ (سورة الأنبياء، الآية 91)
في سورة الأنبياء لم يذكر اسم مريم بينما ذكره في سورة التحريم ﴿وَمَرْيَمَ ابْنَتَ عِمْرَانَ الَّتِي أَحْصَنَتْ فَرْجَهَا فَنَفَخْنَا فِيهِ مِنْ رُوحِنَا وَصَدَّقَتْ بِكَلِمَاتِ رَبِّهَا وَكُتُبِهِ وَكَانَتْ مِنَ الْقَانِتِينَ ۝١٢﴾ (سورة التحريم، الآية 12). والسبب في ذلك هو أن السياق في سورة الأنبياء كان في ذكر الأنبياء (إبراهيم، لوط، موسى، وزكريا ويحيى) ثم قال (والتي أحصنت فرجها) دون أن يُصرّح باسمها ، لأن السياق في ذكر الأنبياء وهي ليست نبيّة ، أما في سورة التحريم فذكر اسمها لأن السياق كان في ذكر النساء ومنهم (امرأة فرعون ، امرأة لوط وامرأة نوح) فناسب ذكر اسمها حيث ذكر النساء. والتصريح بالاسم يكون للمدح إذا كان في المدح وللذمّ إذا كان في الذّم. ونلاحظ في سورة التحريم أنها من أعلى المذكورات في سياق النساء ، ولهذا ذكر اسمها من باب المدح. أما في سورة الأنبياء فهي أقلّ المذكورين في السورة منزلة ، أي الأنبياء ، فلم يذكر اسمها..... ونسأل أيهما أخصّ في التعبير (ومريم ابنت عمران التي أحصنت فرجها) في سورة التحريم أو (والتي أحصنت فرجها) في سورة الأنبياء ؟. فنقول أن الأخصّ (مريم ابنت عمران)، وقوله تعالى (ونفخنا فيها من روحنا) في الأنبياء أعمّ من (نفخنا فيه) وأمدح. إذن مريم ابنة عمران أخصّ من التي أحصنت فرجها فذكر الأخصّ مع الأخصّ (فنفخنا فيه) وجعل العام مع العام (ونفخنا فيها).

## رحمة أو ليا (زوجة أيوب)
رحمة أو ليا بنت أفرائيم بن يوسف بن يعقوب بن اسحاق بن إبراهيم الخليل عليهم السلام، وهي زوجة النبي أيوب عليه السلام بن موهب بن تاريخ بن روم بن العيص بن إسحاق عليه السلام بن إبراهيم الخليل عليه السلام وأم أيوب عليه السلام هي بنت لوط عليه السلام. وتزوج أيوب عليه السلام رحمة وله حشمة وأموال وبغل وبقر وغنم وخيل وبغال وحمير، وله خمسمائة فدان يتبعها خمسمائة عبد لكل عبد امرأة ولد. وبعثه الله رسولاً لما بلغ من العمر أربعين سنة إلى أهل البثنية من الجولان من بلاد دمشق والجابية.
وذكر في «الجامع» قوله تعالى: ﴿وَأَيُّوبَ إِذْ نَادَى رَبَّهُ أَنِّي مَسَّنِيَ الضُّرُّ وَأَنْتَ أَرْحَمُ الرَّاحِمِينَ ۝٨٣﴾ [الأنبياء:83] (سورة الأنبياء، الآية 83) وكان نبياً مرسلاً صاحب أنعام وحرث وأولاد، فابتلاه الله بذهاب كلها، وهلاكها، ثم ابتلاه بجسده فلم يبق منه سليم سوى قلبه ولسانه يذكر بهما ربه ويقال: إنها احتاجت فصارت تخدم الناس من اجله، وقوله تعالى: ﴿فَاسْتَجَبْنَا لَهُ فَكَشَفْنَا مَا بِهِ مِنْ ضُرٍّ وَآتَيْنَاهُ أَهْلَهُ وَمِثْلَهُمْ مَعَهُمْ رَحْمَةً مِنْ عِنْدِنَا وَذِكْرَى لِلْعَابِدِينَ ۝٨٤﴾ [الأنبياء:84] (سورة الأنبياء، الآية 84) بإحياء من مات من أولاده، أو أعطاه مثلهم من أولاده، قيل: إنه قيل له: إن أهلك في الجنة إن شئت أتيناك بهم وإن شئت تركناهم لك فيها، وعوضناك مثلهم في الدنيا، فاختار الثانية.
وذكر في كتاب «كشف الأسرار»: لما قصدت رحمة زوجة أيوب أن تقطع ذوائبها فعرف أيوب ذلك، حلف غضباً لله تعالى لان امرأته كانت محرمة وطلبت قطع ذوائبها، فأبى وحلف، ولذلك لما عوفي قا [ل] له تعالى: ﴿وَخُذْ بِيَدِكَ ضِغْثًا فَاضْرِبْ بِهِ وَلَا تَحْنَثْ إِنَّا وَجَدْنَاهُ صَابِرًا نِعْمَ الْعَبْدُ إِنَّهُ أَوَّابٌ ۝٤٤﴾ (سورة ص، الآية 44) الآية، قال: كانت امرأته قد عَرَضت له بأمر، وأرادها إبليس على شيء، فقال: لو تكلمت بكذا وكذا، وإنما حملها عليها الجزع، فحلف نبي الله: لِئن الله شفاه ليجلِدنَّها مئة جلدة; قال: فأمر بغصن فيه تسعة وتسعون قضيبا، والأصل تكملة المِئَة، فضربها ضربة واحدة، فأبرّ نبيُّ الله، وخَفَّفَ الله عن أمَتِهِ، والله رحيم.
وذكر في «المدارك» في تفسير قوله تعالى: (... وآتيناه أهله ومثلهم معهم...) (سورة الأنبياء، الآية 84). وروي، أن أيوب عليه السلام وكان له من البنين سبعون، ومن البنات سبعة، وله ثلاث آلاف بعير، وسبعة آلاف شاة، وخمسمائة عبد لكل عبد امرأة وولد، فابتلاه الله بذهاب أولاده وماله، وتمرض في بدنه ثماني عشرة سنة، أو ثلاث عشرة سنة، أو ثلاث سنين، فقالت له امرأته رحمة يوماً: لو دعوت الله عز وجل فقال لها: كم كانت مدة الرخاء؟ فقالت: ثمانين سنة، فقال: أنا أستحي من الله أن أدعوه، وما بلغت من بلائي مدة رخائي، فلما كشف الله عنه أحيا أولاده ورزقه مثلهم معهم.
وذكر في «الإتقان»: قال ابن أبي حيثمة: كان أيوب عليه السلام بعد سليمان عليه السلام وابتلي وهو ابن سبعين سنة ومدة بلائه سبع سنين، وروى الطبري، أن مدة عمر أيوب ثلاث وتسعون سنة.
وذكر في «كشف الأسرار»: اختلف في مدة بلائه. [و] روى ابن شهاب عن انس رضي الله عنه يرفعه: «أنَّ أيُّوبَ لبثَ في بلائهِ ثماني عشرة سنة» وقال وهب: ثلاث سنين لم يزد يوماً، وقال كعب: سبع سنين، وقيل: سبع سنين وسبعة أشهر وسبعة أيام.
وذكر في كتاب «البستان» أن أيوب عليه السلام تزوج ليا بنت يعقوب عليه السلام وقيل: رحمة بنت ابن يوسف، وهو الأصح. وقيل: إن رحمة بنت ميشا ابن يوسف عليه السلام.
وذكر في "تاريخ ابن الوردي" ناقلاً عن "الكامل لابن الأثير: أن أيوب عليه السلام بن موص بن رازج بن عيص بت إسحاق بن إبراهيم الخليل عليه السلام وكان صاحب أموال عظيمة، وكانت له البثنية من أعمال دمشق ملكاً، وكانت زوجته رحمة، فابتلاه الله في جسده وكانت وتقوم بنفسها وبه، ولأنها قطعت ضفائرها، وحلف لئن عافاه الله ليضربنها مائة سوط، ولما أراد الله كشف البلاء عنه عجزت رحمة. في ذلك اليوم عن القوت فباعت ضفيرتها من امرأة برغيفين من الخبز، وأتت إلى أيوب وأخبرته فقال عند ذلك: ﴿وَأَيُّوبَ إِذْ نَادَى رَبَّهُ أَنِّي مَسَّنِيَ الضُّرُّ وَأَنْتَ أَرْحَمُ الرَّاحِمِينَ ۝٨٣﴾ (سورة الأنبياء، الآية 83) قال تعالى: ﴿فَاسْتَجَبْنَا لَهُ فَكَشَفْنَا مَا بِهِ مِنْ ضُرٍّ وَآتَيْنَاهُ أَهْلَهُ وَمِثْلَهُمْ مَعَهُمْ رَحْمَةً مِنْ عِنْدِنَا وَذِكْرَى لِلْعَابِدِينَ ۝٨٤﴾ (سورة الأنبياء، الآية 84) فأرجل جبرائيل فبشره وأخذه بيده وأقامه، وأنبه الله له عيناً من تحت قدميه، فشرب منها، فشفي من جميع ما في بدنه من العلل، ثم اغتسل فيها فخرج كأحسن ما كان، ورد الله عليه ضعف ما فقد له من الأموال، ورد إليه أهله وأولاده، ورد إلى زوجته رحمة حسنها وجمالها، وولدا لأيوب ستة وعشرين ولداً ذكراً. ومنهم: بشر وهود والكفل عليه السلام.
ولما عوفي أيوب أمره الله أن يأخذ عرجوناً من النخل فيه مائة شمراخ فيضرب به زوجته ضربة واحدة ليبر في يمينه ففعل كذلك وكان أيوب عليه السلام نبياً في عهد يعقوب عليه السلام في قول بعضهم.

## زوجات النبي محمدﷺ
ورد ذكر زوجات النبي ﷺ امهات المؤمنين في مواضع متعددة:
- قال تعالى: ﴿يَا نِسَاءَ النَّبِيِّ لَسْتُنَّ كَأَحَدٍ مِنَ النِّسَاءِ إِنِ اتَّقَيْتُنَّ فَلَا تَخْضَعْنَ بِالْقَوْلِ فَيَطْمَعَ الَّذِي فِي قَلْبِهِ مَرَضٌ وَقُلْنَ قَوْلًا مَعْرُوفًا ۝٣٢﴾[46]، كما قال الله تعالى: ﴿يَا نِسَاءَ النَّبِيِّ مَنْ يَأْتِ مِنْكُنَّ بِفَاحِشَةٍ مُبَيِّنَةٍ يُضَاعَفْ لَهَا الْعَذَابُ ضِعْفَيْنِ وَكَانَ ذَلِكَ عَلَى اللَّهِ يَسِيرًا ۝٣٠﴾[47]
  - قال تعالى: ﴿وَإِذْ أَسَرَّ النَّبِيُّ إِلَى بَعْضِ أَزْوَاجِهِ حَدِيثًا فَلَمَّا نَبَّأَتْ بِهِ وَأَظْهَرَهُ اللَّهُ عَلَيْهِ عَرَّفَ بَعْضَهُ وَأَعْرَضَ عَنْ بَعْضٍ فَلَمَّا نَبَّأَهَا بِهِ قَالَتْ مَنْ أَنْبَأَكَ هَذَا قَالَ نَبَّأَنِيَ الْعَلِيمُ الْخَبِيرُ ۝٣﴾[48]

## خديجة
خديجة بنت خويلد بن أسد القرشية أم المؤمنين هي الزوجة الأولى لنبي الإسلام محمد، والتي لم يتزوج عليها قطا حتى توفيت ، ولقد وردت الإشارة لها في القرآن في عدة موارد ، وهذه الآيات هي :
- «وَأْمُرْ أَهْلَك بِالصَّلاةِ وَ اصْطَبِرْ عَلَیها»[49] تعد سورة طه من سور أوائل البعثة من حيث النزول ، لذلك فإن أهل الرسول المقصودين في هذه الآية لايتعدى كونهم خديجة لأنها كانت زوجته الوحيدة ، وعلي بن أبي طالب لأن النبي محمد كان قد تكفل رعايته منذ طفولته [50]
- «وَأَنْذِرْ عَشِیرَتَك الْأَقْرَبِینَ» [51] وهذا أول أمر للرسول في الدعوة ابتداءا من الأقربين ، وهم لايتعدون زوجته خديجة وربيبه علي بن أبي طالب [52]
- «وَوَجَدَكَ عَائِلاً فَأَغْنَى»[53] حسب تفسير فرات الكوفي استنادا إلى كلام ابن عباس فإن خديجة كانت هي عامل الغناء بالنسبة لل نبي محمد، فمعنى (ووجدك ضالا«عن النبوة» فهدی«الی النبوة» ووجدك عائلا«فاغنی» بخدیجة).[54][55]
- «وَالَّذینَ یَقُولُونَ رَبَّنا هَبْ لَنا مِنْ أَزْواجِنا وَ ذُرِّیَّاتِنا قُرَّةَ أَعْیُنٍ وَ اجْعَلْنا لِلْمُتَّقینَ إِماماً»[56]

ينقل الحاكم الحسكاني وهو من المحققين المختصين بعلوم القرآن لأهل السنة أن النبي محمد عند تفسيره لهذه الأية قال بأنه سأل ملك الوحي عن تفسير كملة أزواجنا فكان الجواب هم خديجة بنت خويلد وفاطمة والحسن والحسين وعلي بن أبي طالب.
- «وَ ما یَسْتَوِی الْأَعْمى وَ الْبَصیرُ * وَ لاَ الظُّلُماتُ وَ لاَ النُّورُ* وَ لاَ الظِّلُّ وَ لاَ الْحَرُورُ * وَ ما یَسْتَوِی الْأَحْیاءُ وَ لاَ الْأَمْواتُ إِنَّ اللَّهَ یُسْمِعُ مَنْ یَشاءُ وَ ما أَنْتَ بِمُسْمِعٍ مَنْ فِی الْقُبُورِ»[58] في تفسير هذه الآية يذكر ابن عباس أن المراد من الأحياء في، وما یستوی الاحیاء ولا الاموات، هم علي بن أبي طالب وحمزة وجعفر والحسن والحسين وفاطمة وخديجة بنت خويلد.[59]

### عائشة
عائشة بنت ابي بكر الصديق أم المؤمنين ورد ذكرها في عشر آيات، والتي تتحدث عن حادثة الإفك قال الله تعالى يبرأها: ﴿إِنَّ الَّذِينَ جَاءُوا بِالْإِفْكِ عُصْبَةٌ مِنْكُمْ لَا تَحْسَبُوهُ شَرًّا لَكُمْ بَلْ هُوَ خَيْرٌ لَكُمْ لِكُلِّ امْرِئٍ مِنْهُمْ مَا اكْتَسَبَ مِنَ الْإِثْمِ وَالَّذِي تَوَلَّى كِبْرَهُ مِنْهُمْ لَهُ عَذَابٌ عَظِيمٌ ۝١١ لَوْلَا إِذْ سَمِعْتُمُوهُ ظَنَّ الْمُؤْمِنُونَ وَالْمُؤْمِنَاتُ بِأَنْفُسِهِمْ خَيْرًا وَقَالُوا هَذَا إِفْكٌ مُبِينٌ ۝١٢ لَوْلَا جَاءُوا عَلَيْهِ بِأَرْبَعَةِ شُهَدَاءَ فَإِذْ لَمْ يَأْتُوا بِالشُّهَدَاءِ فَأُولَئِكَ عِنْدَ اللَّهِ هُمُ الْكَاذِبُونَ ۝١٣ وَلَوْلَا فَضْلُ اللَّهِ عَلَيْكُمْ وَرَحْمَتُهُ فِي الدُّنْيَا وَالْآخِرَةِ لَمَسَّكُمْ فِي مَا أَفَضْتُمْ فِيهِ عَذَابٌ عَظِيمٌ ۝١٤ إِذْ تَلَقَّوْنَهُ بِأَلْسِنَتِكُمْ وَتَقُولُونَ بِأَفْوَاهِكُمْ مَا لَيْسَ لَكُمْ بِهِ عِلْمٌ وَتَحْسَبُونَهُ هَيِّنًا وَهُوَ عِنْدَ اللَّهِ عَظِيمٌ ۝١٥ وَلَوْلَا إِذْ سَمِعْتُمُوهُ قُلْتُمْ مَا يَكُونُ لَنَا أَنْ نَتَكَلَّمَ بِهَذَا سُبْحَانَكَ هَذَا بُهْتَانٌ عَظِيمٌ ۝١٦ يَعِظُكُمُ اللَّهُ أَنْ تَعُودُوا لِمِثْلِهِ أَبَدًا إِنْ كُنْتُمْ مُؤْمِنِينَ ۝١٧ وَيُبَيِّنُ اللَّهُ لَكُمُ الْآيَاتِ وَاللَّهُ عَلِيمٌ حَكِيمٌ ۝١٨ إِنَّ الَّذِينَ يُحِبُّونَ أَنْ تَشِيعَ الْفَاحِشَةُ فِي الَّذِينَ آمَنُوا لَهُمْ عَذَابٌ أَلِيمٌ فِي الدُّنْيَا وَالْآخِرَةِ وَاللَّهُ يَعْلَمُ وَأَنْتُمْ لَا تَعْلَمُونَ ۝١٩ وَلَوْلَا فَضْلُ اللَّهِ عَلَيْكُمْ وَرَحْمَتُهُ وَأَنَّ اللَّهَ رَءُوفٌ رَحِيمٌ ۝٢٠﴾ سورة النور، الآية 11-20.

### حفصة
- حفصة أم المؤمنين، ورد ذكرها رضي الله عنها في الستة الآيات التالية:
  - قال تعالى: ﴿يَا أَيُّهَا النَّبِيُّ لِمَ تُحَرِّمُ مَا أَحَلَّ اللَّهُ لَكَ تَبْتَغِي مَرْضَاةَ أَزْوَاجِكَ وَاللَّهُ غَفُورٌ رَحِيمٌ ۝١ قَدْ فَرَضَ اللَّهُ لَكُمْ تَحِلَّةَ أَيْمَانِكُمْ وَاللَّهُ مَوْلَاكُمْ وَهُوَ الْعَلِيمُ الْحَكِيمُ ۝٢ وَإِذْ أَسَرَّ النَّبِيُّ إِلَى بَعْضِ أَزْوَاجِهِ حَدِيثًا فَلَمَّا نَبَّأَتْ بِهِ وَأَظْهَرَهُ اللَّهُ عَلَيْهِ عَرَّفَ بَعْضَهُ وَأَعْرَضَ عَنْ بَعْضٍ فَلَمَّا نَبَّأَهَا بِهِ قَالَتْ مَنْ أَنْبَأَكَ هَذَا قَالَ نَبَّأَنِيَ الْعَلِيمُ الْخَبِيرُ ۝٣ إِنْ تَتُوبَا إِلَى اللَّهِ فَقَدْ صَغَتْ قُلُوبُكُمَا وَإِنْ تَظَاهَرَا عَلَيْهِ فَإِنَّ اللَّهَ هُوَ مَوْلَاهُ وَجِبْرِيلُ وَصَالِحُ الْمُؤْمِنِينَ وَالْمَلَائِكَةُ بَعْدَ ذَلِكَ ظَهِيرٌ ۝٤ عَسَى رَبُّهُ إِنْ طَلَّقَكُنَّ أَنْ يُبْدِلَهُ أَزْوَاجًا خَيْرًا مِنْكُنَّ مُسْلِمَاتٍ مُؤْمِنَاتٍ قَانِتَاتٍ تَائِبَاتٍ عَابِدَاتٍ سَائِحَاتٍ ثَيِّبَاتٍ وَأَبْكَارًا ۝٥﴾[61]
  - قال تعالى: ﴿يَا أَيُّهَا النَّبِيُّ إِذَا طَلَّقْتُمُ النِّسَاءَ فَطَلِّقُوهُنَّ لِعِدَّتِهِنَّ وَأَحْصُوا الْعِدَّةَ وَاتَّقُوا اللَّهَ رَبَّكُمْ لَا تُخْرِجُوهُنَّ مِنْ بُيُوتِهِنَّ وَلَا يَخْرُجْنَ إِلَّا أَنْ يَأْتِينَ بِفَاحِشَةٍ مُبَيِّنَةٍ وَتِلْكَ حُدُودُ اللَّهِ وَمَنْ يَتَعَدَّ حُدُودَ اللَّهِ فَقَدْ ظَلَمَ نَفْسَهُ لَا تَدْرِي لَعَلَّ اللَّهَ يُحْدِثُ بَعْدَ ذَلِكَ أَمْرًا ۝١﴾[62]

### زينب بنت جحش
- زينب بنت جحش بن رئاب بن يعمر أم المؤمنين، أمها أميمة بنت عبد المطلب عمة رسول الله صلى الله عليه وسلم كانت من المهاجرات، وكانت امرأة قصيرة، وكانت تكنى أم الحكم، ولما خطبها رسول الله صلى الله عليه وسلم لمولاه زيد بن حارثة رأى منها ومن أهلها كراهة، ثم رضوا لرضا لله ورسوله بذلك، وذكر في «شرح ذات الشفاء»: إن زيد بن حارثة بن شراحيل بن كعب بن عبد العزى من آل قضاعة، وأمه قد ذهبت إلى زيارة أخواله فمر به ناسٌ من العرب فسبوه وباعوه في سوق عكاظ فاشتراه حكيم بن حزام لعتمته خديجة رضي الله عنها فوهبته لرسول الله صلى الله عليه وسلم وكان أكبر منه بعشر سنين. قال تعالى: ﴿وَإِذْ تَقُولُ لِلَّذِي أَنْعَمَ اللَّهُ عَلَيْهِ وَأَنْعَمْتَ عَلَيْهِ أَمْسِكْ عَلَيْكَ زَوْجَكَ وَاتَّقِ اللَّهَ وَتُخْفِي فِي نَفْسِكَ مَا اللَّهُ مُبْدِيهِ وَتَخْشَى النَّاسَ وَاللَّهُ أَحَقُّ أَنْ تَخْشَاهُ فَلَمَّا قَضَى زَيْدٌ مِنْهَا وَطَرًا زَوَّجْنَاكَهَا لِكَيْ لَا يَكُونَ عَلَى الْمُؤْمِنِينَ حَرَجٌ فِي أَزْوَاجِ أَدْعِيَائِهِمْ إِذَا قَضَوْا مِنْهُنَّ وَطَرًا وَكَانَ أَمْرُ اللَّهِ مَفْعُولًا ۝٣٧ مَا كَانَ عَلَى النَّبِيِّ مِنْ حَرَجٍ فِيمَا فَرَضَ اللَّهُ لَهُ سُنَّةَ اللَّهِ فِي الَّذِينَ خَلَوْا مِنْ قَبْلُ وَكَانَ أَمْرُ اللَّهِ قَدَرًا مَقْدُورًا ۝٣٨﴾[63]

وتبناه رسول الله صلى الله عليه وسلم وكان يقال له، حبُّ رسول لله لقوله صلى الله عليه وسلم «أحب الناسِ إليَّ من أنعمَ الله عليهِ وأنعمتُ عليه» يعني زيداً، وزوجه أولاً رسول الله صلى الله عليه وسلم أمته أم أيمن فولدت أسامة، ولما توفيت أم أيمن زوجه صلى الله عليه وسلم بزينب بنت عمته، وروى أنس: أن رسول الله صلى الله عليه وسلم قال لزيد: اذكرها علي، قال: فذهب إليها فجعلت ظهري إلى الباب، فقلت: يا زينب أبشري إن رسول الله [أرسل] يذكرك، فقالت: ما أنا بصانعة شيئاً حتى أوامر ربي، فقامت إلى مسجدها، ونزل القرآن «فلمّا قضى زيدٌ منها وطراً زوجناكها». وفي «المعالم»: أن النبي صلى الله عليه وسلم كان قد اشترى زيداً وأعتقه وتبناه، ولما خطب له زينب ظنت أنه خطبها لنفسه، فلما علمت [أنه يخطبها] لزيد أبت، وقالت: أنا ابنة عمتك يا رسول اله فلا أرضاه لنفسي، وكانت بيضاء جميلة، فيها حدة وكبرة، وكذلك [كره] أخوها عبد الله، فأنزل الله تعالى قوله: قال تعالى: ﴿وَمَا كَانَ لِمُؤْمِنٍ وَلَا مُؤْمِنَةٍ إِذَا قَضَى اللَّهُ وَرَسُولُهُ أَمْرًا أَنْ يَكُونَ لَهُمُ الْخِيَرَةُ مِنْ أَمْرِهِمْ وَمَنْ يَعْصِ اللَّهَ وَرَسُولَهُ فَقَدْ ضَلَّ ضَلَالًا مُبِينًا ۝٣٦﴾ [الأحزاب:36] يعني عبد الله بن جحش، (ولا مؤمنةٍ) يعني زينب، (إذا قضى الله ورسوله أمراً) وهو نكاح زيدٌ، (أن يكون لهم الخيرة من أمرهم) فلما سمعا ذلك رضيا، وجعلت أمرها بيد رسول الله فأنكحها زيداً، وساق رسول الله مهرها عشرة دنانير وستين درهماً، وخماراً، ودرعاً، وإزاراً، وملحفةً، وخمسين مداً من طعام، وثلاثين صاعاً من تمر، ودخل عليها منها شيء، قال: لا والله يا رسول الله، وما رأت منها إلا خيراً، ولكنها تتعظم علي لشرفها، وتؤذيني بلسانها، فقال له رسول الله، أمسك عليك زوجك، واتق الله، ثم طلقها زيدٌ فنزل جبرائيل بقوله تعالى: قال تعالى: ﴿وَإِذْ تَقُولُ لِلَّذِي أَنْعَمَ اللَّهُ عَلَيْهِ وَأَنْعَمْتَ عَلَيْهِ أَمْسِكْ عَلَيْكَ زَوْجَكَ وَاتَّقِ اللَّهَ وَتُخْفِي فِي نَفْسِكَ مَا اللَّهُ مُبْدِيهِ وَتَخْشَى النَّاسَ وَاللَّهُ أَحَقُّ أَنْ تَخْشَاهُ فَلَمَّا قَضَى زَيْدٌ مِنْهَا وَطَرًا زَوَّجْنَاكَهَا لِكَيْ لَا يَكُونَ عَلَى الْمُؤْمِنِينَ حَرَجٌ فِي أَزْوَاجِ أَدْعِيَائِهِمْ إِذَا قَضَوْا مِنْهُنَّ وَطَرًا وَكَانَ أَمْرُ اللَّهِ مَفْعُولًا ۝٣٧﴾ (وإذْ تقولُ للذي أنعم اللهُ عليهِ) بالإسلام، و (أنعمتَ عليهِ) بالعتق (أمسكْ عليك زوجكَ واتقِ الله وتخفي في نفسك ما الله مبديه) إلى (فلما قضى زيد منها وطراً زوجناكهما) فتزوجها صلى الله عليه وسلم سنة خمس وأولم عليها بشاةٍ، وقال انس رضي الله عنه كانت زينب تفخر على زوجات النبي صلى الله عليه وسلم تقول: زوجكن أهاليكن وزوجني الله من فوق سبعه سماوتٍ، وقال أيضاً: ما أولم على امرأة من نسائه ما أولم على زينب، أطعمهم خبزاً ولحماً حتى تركوه، وقالت عائشة رضي الله عنها: كانت زينب هي التي تساميني من أزواج النبي، فعصمها الله بالورع ولم أر امرأة أكثر خيراً، وصدقة، وأوصل رحماً، وأبذل نفساً، في كل شي تتقرب إلى الله تعالى، من زينب ويروي: أن النبي صلى الله عليه وسلم قال لعمر رضي الله عنه «إن زينب أواهةٌ» فقال رجلٌ: ما الأواه يا رسول الله؟ فقال: «الخاشع المتضرع» وقالت عائشة رضي الله عنها: قال صلى الله عليه وسلم يوماً لنسائه: «أسرعكن لحاقاً بي أطولكن يداً» قالت: فكنا نتطاول بعده في الحائط، حتى توفيت زينب رضي الله عنها، ولم تكن أطول يداً، فعرفنا أنه أراد بطول اليد الصدفة وكانت تعمل بيدها، أي الدبغ، وتتصدق، وعن برزة بنت رافع قالت: لما جاء العطاء بعث عمر، رضي الله عنه إلى زينب بالذي لها، قالت: غفر الله لعمر غيري من أخواتي كان أقوى على قسم هذا مني، قالوا: هذا كله لك؟ قالت: سبحان الله، واستمرت دونه بثوبٍ، وقالت: صبوه واطرحوه عليه ثوباً ففعلوا فقالت: ادخلي يدك واقبضي قبضة لآل فلان فقسمته حتى بقيت منه بقية، فقلت: غفر الله لك، ولقد كان لنا حظٌ في هذا المال، قالت: فلكم ما تحت الثوب فعرفناه فوجدناه خمس وثمانين درهماً ثم رفعت يدها فقالت: اللهم لا يدركني عطاء لعمر بعد عامي هذا، فماتت في عامها.
﴿وَمَا كَانَ لِمُؤْمِنٍ وَلَا مُؤْمِنَةٍ إِذَا قَضَى اللَّهُ وَرَسُولُهُ أَمْرًا أَنْ يَكُونَ لَهُمُ الْخِيَرَةُ مِنْ أَمْرِهِمْ وَمَنْ يَعْصِ اللَّهَ وَرَسُولَهُ فَقَدْ ضَلَّ ضَلَالًا مُبِينًا ۝٣٦﴾ [الأحزاب:36]
والمعنى أن يريد غير ما أراد الله أو يمتنع مما أمر الله ورسوله به. (ومن يعص الله ورسوله فقد ضل ضلالا مبينا) أخطأ خطأ ظاهرا ، فلما سمعا ذلك رضيا بذلك وسلما ، وجعلت أمرها بيد رسول الله - صلى الله عليه وسلم - وكذلك أخوها ، فأنكحها رسول الله - صلى الله عليه وسلم - زيدا ، فدخل بها وساق رسول الله - صلى الله عليه وسلم - إليها عشرة دنانير ، وستين درهما ، وخمارا ، ودرعا ، وإزارا وملحفة ، وخمسين مدا من طعام ، وثلاثين صاعا من تمر.
ولما تزوج صلى الله عليه وسلم بزينب، قال المنافقون: تزوج محمد زوجة ابنه، فأنزل الله قوله تعالى: (ما كان محمدٌ أبا أحدٍ من رجالكم) وقيل: قوله تعالى: (ادعوهمْ لآبائهم..) فكان يقولون زيد بن حارقة، كذا في السيرة وقال النووي: أجع أهل السير على أن زينب أول من مات من نسائه، صلى الله عليه وسلم وقيل: إن سودة ماتت قبلها وذكر في الكتاب «الدر المكنون»: كانت تفخر على نساء النبي صلى الله عليه وسلم تقول: أنا خيرهن منكحاً، وأكرمهن سفيراً، زوجني الله من فوق سبع سماوات وكان السفير بذلك جبرائيل، وأنا ابنة عمة النبي صلى الله عليه وسلم وليس من نسائه قريبة غيري، وذكر الفقيه أبو الليث في كتابه «البستان» إن زينب بنت جحش كانت امرأة [زيد] ابن حارثة ويقال لها: أم المساكين لسخاوتها، وهي أول من مات من نسائه صلى الله عليه وسلم بعده، وتوفيت زينب رضي الله عنها سنة عشرين عام فتحت مصر، وقيل: سنة إحدى وعشرين ولها من العمر ثلاث وخمسون سنة.

### أم حبيبة
أم حبيبة أم المؤمنين أرسل المصطفى النبي محمد إلى النجاشي يخطبها، فأوكلت عنها خالد بن سعيد بن العاص وأصدقها النجاشي أربع مائة دينار وأولم لها وليمة فاخرة وجهزها وأرسلها إلى المدينة مع شرحبيل بن حسنة.
تزوجت الرسول محمد سنة 7 هـ، وكان عمرها يومئذٍ 36 سنة، وذكر في شأنها القرآن: ﴿عَسَى اللَّهُ أَنْ يَجْعَلَ بَيْنَكُمْ وَبَيْنَ الَّذِينَ عَادَيْتُمْ مِنْهُمْ مَوَدَّةً وَاللَّهُ قَدِيرٌ وَاللَّهُ غَفُورٌ رَحِيمٌ ۝٧﴾ (سورة الممتحنة، الآية 7).

## بنت النبي محمد

### فاطمة الزهراء
فاطمة بنت محمد بن عبد الله رسول الإسلام. أمها خديجة بنت خويلد، ذكرها القرآن في آيات كثيرة ، لكونها من أهل البيت، الآيات التي تشير إليها كثيرة وهي:
- (إِنَّا أَعْطَيْنَاكَ الكَوثَرَ * فَصَلِّ لِرَبِّكَ وَانْحَرْ * إِنَّ شَانِئَكَ هُوَ الأَبْتَرُ)[67] نزلت هذه السورة عندما فقد النبي كلا ولديه فستهزأ به الكافرون وأطلقوا عليه لقب الأبتر والتي تعني مقطوع النسل لغويا ، والكوثر هو يطلق على الشئ الكثير[68][69] يقول الفخر الرازي للكوثر ثمانية معان وكلها تصدق على فاطمة الزهراء ثم يستدرك ويقول وكيف لاتكون وثمرتها علي بن الحسين ومحمد الباقر وجعفر الصادق.[70]

- (إنما يريد الله ليذهب عنكم الرجس أهل البيت ويطهركم تطهيرا) [71]

فهي تعد من أهل البيت على الرغم من الاختلاف الحاصل في تسميتهم، حيث شملتها التأويلات من كلا الطائفتين (السنة والشيعة)
- ﴿إِنَّ الَّذِينَ آمَنُوا وَعَمِلُوا الصَّالِحَاتِ أُولَٰئِكَ هُمْ خَيْرُ الْبَرِيَّةِ﴾[74] ينقل الحاكم السحكاني في كتاب شواهد التنزيل عن أبي برزة أن النبي محمد قرأ هذه الآية وقال : ياعلي خير البرية ، أنت وشيعتك [75] فهي بذلك تشمل علي وأهل بيته على رأسهم فاطمة.

- (قل لا أسألكم عليه أجرا إلا المودة في القربى)[76]

نزلت هذه الآية في قربى الرسول وهم علي وفاطمة والحسن والحسين وعينت المودة لهم أجرا للرسالة كما نقل ذلك أعلام الحديث والتفسير مثل الحاكم الحسكاني الحنفي في شواهد التنزيل والحاكم النيسابوري في المستدرك.
- (فقل تعالوا ندع أبناءنا وأبناءكم ونساءنا ونساءكم وأنفسنا وأنفسكم ثم نبتهل فنجعل لعنة الله على الكاذبين)[78]

نزلت هذه الآية عندما كان نصارى نجران يجادلون النبي محمد ، واتفق على أن المقصودين في هذه الآية هم علي بن أبي طالب، فاطمة بنت محمد، الحسن بن علي، الحسين بن علي.
- «وَ یُطْعِمُونَ الطَّعامَ عَلى حُبِّهِ مِسْکیناً وَ یَتیماً وَ أَسیراً»[82] يعتقد المؤرخون من السنة والشيعة أن هذه الآية نزلت بحق علي، فاطمة، الحسنو الحسین[83] وينقل ابن عباس شأن نزول هذه الآية فعندما مرض حفيدا النبي محمد أي الحسن والحسين مرضا شديدا نذر علي ثم فاطمة ثم الحسن والحسين الصيام ثلاثة أيام لشفاءهما ، فشفيا وعليه صاموا اليوم الأول وقد طرق الباب مسكينا فدفعوا إليه بطعام إفطارهم ، وفي مساء اليوم الثاني عند الإفطار طرق أيضا الباب يتيما فدفعوا بطعامهم إليه وتكرر ذات الموقف في اليوم الثالث حين طرق الباب أسيرا فكان الماء هو ماتناولوه خلال ثلاث أيام ، وفي اليوم الرابع عندما تقصى النبي محمد أحوالهم ، دعا إلى الله فنزل جبرئيل بهذه الآيات «يوفُونَ بِالنَّذْرِ وَيَخَافُونَ يَوْماً كَانَ شَرُّهُ مُسْتَطِيراً ، وَيُطْعِمُونَ الطَّعَامَ عَلَى حُبِّهِ مِسْكِيناً وَيَتِيماً وَأَسِيراً ، إِنَّمَا نُطْعِمُكُمْ لِوَجْهِ اللَّهِ لَا نُرِيدُ مِنكُمْ جَزَاء وَلَا شُكُوراً ، إِنَّا نَخَافُ مِن رَّبِّنَا يَوْماً عَبُوساً قَمْطَرِيراً ، فوَقَاهُمُ اللَّهُ شَرَّ ذَلِكَ الْيَوْمِ وَلَقَّاهُمْ نَضْرَةً وَسُرُورًا ، وَجَزَاهُم بِمَا صَبَرُوا جَنَّةً وَحَرِيرًا، مُتَّكِئِينَ فِيهَا عَلَى الأَرَائِكِ لا يَرَوْنَ فِيهَا شَمْسًا وَلا زَمْهَرِيرًا ، وَدَانِيَةً عَلَيْهِمْ ظِلالُهَا وَذُلِّلَتْ قُطُوفُهَا تَذْلِيلا ، وَيُطَافُ عَلَيْهِم بِآنِيَةٍ مِّن فِضَّةٍ وَأَكْوَابٍ كَانَتْ قَوَارِيرَا ، قَوَارِيرَ مِن فِضَّةٍ قَدَّرُوهَا تَقْدِيرًا ، وَيُسْقَوْنَ فِيهَا كَأْسًا كَانَ مِزَاجُهَا زَنجَبِيلا ، عَيْنًا فِيهَا تُسَمَّى سَلْسَبِيلا ، وَيَطُوفُ عَلَيْهِمْ وِلْدَانٌ مُّخَلَّدُونَ إِذَا رَأَيْتَهُمْ حَسِبْتَهُمْ لُؤْلُؤًا مَّنثُورًا ، وَإِذَا رَأَيْتَ ثَمَّ رَأَيْتَ نَعِيمًا وَمُلْكًا كَبِيرًا ، عَالِيَهُمْ ثِيَابُ سُندُسٍ خُضْرٌ وَإِسْتَبْرَقٌ وَحُلُّوا أَسَأوِرَ مِن فِضَّةٍ وَسَقَاهُمْ رَبُّهُمْ شَرَابًا طَهُورًا، إِنَّ هَذَا كَانَ لَكُمْ جَزَاء وَكَانَ سَعْيُكُم مَّشْكُورًا»[84][85]

## خولة بنت ثعلبة
خولة بنت ثعلبة  هي الصحابية التي اشتكت أمر زوجها أوس بن الصامت  إلى النبي محمد ﷺ ونزل بشأنها أوائل سورة المجادلة.
تقول عائشة  " تبارك الذي وسع سمعه كل شيء، إني لأسمع كلام خولة بنت ثعلبة ويخفى على بعضه، وهي تشتكي زوجها إلى رسول الله - صلى الله عليه وسلم - وهي تقول: يا رسول الله أكل شبابي ونثرت له بطني، حتى إذا كبرت سني وانقطع ولدي ظاهر مني. اللهم إني أشكو إليك.. فما برحت حتى نزل جبرائيل بهؤلاء الآيات: ﴿قَدْ سَمِعَ اللَّهُ قَوْلَ الَّتِي تُجَادِلُكَ فِي زَوْجِهَا وَتَشْتَكِي إِلَى اللَّهِ وَاللَّهُ يَسْمَعُ تَحَاوُرَكُمَا إِنَّ اللَّهَ سَمِيعٌ بَصِيرٌ ۝١﴾.

## ناقضة الغزل
(ناقضة الغزل) هي ريطة بنت عمرو بن سعد بن زيد، ورد ذكرها في قوله تعالى: ﴿وَلَا تَكُونُوا كَالَّتِي نَقَضَتْ غَزْلَهَا مِنْ بَعْدِ قُوَّةٍ أَنْكَاثًا تَتَّخِذُونَ أَيْمَانَكُمْ دَخَلًا بَيْنَكُمْ أَنْ تَكُونَ أُمَّةٌ هِيَ أَرْبَى مِنْ أُمَّةٍ إِنَّمَا يَبْلُوكُمُ اللَّهُ بِهِ وَلَيُبَيِّنَنَّ لَكُمْ يَوْمَ الْقِيَامَةِ مَا كُنْتُمْ فِيهِ تَخْتَلِفُونَ ۝٩٢﴾ (سورة النحل، الآية 92).
وكانت خرقاء تغزل هي وجواريها من الغداة إلى نصف النهار، ثم تأمرهن فينقضن جميعاً ما غزلن، فكان هذا دأبها لاتكف عن الغَزل، ولاتبقي ما غزلت.

## زوجة أبي لهب
أم جميل بنت حرب بن أمية، حمّآلة الحطب، زوجة أبي لهب بن عبد المطلب، ﴿وَامْرَأَتُهُ حَمَّالَةَ الْحَطَبِ ۝٤﴾ (سورة المسد، الآيتين 4). غضبت عندما نزلت سورة المسد وازداد كرهها لرسول الله رغم أن ولديها عتبة وعتيبة تزوجا بنتي الرسول وهما أم كلثوم ورقية اللتان تزوجهما عثمان بن عفان تباعا بعدهما.
ذكرت في القرأن الكريم في سورة المسد بوصفها امرأة أبي لهب ولم يذكرها باسمها صراحة فقال عز وجل: ﴿وَامْرَأَتُهُ حَمَّالَةَ الْحَطَبِ ۝٤ فِي جِيدِهَا حَبْلٌ مِنْ مَسَدٍ ۝٥﴾ (سورة المسد، الآيتين 4-5). من نار. وأخرج ابن جرير والبيهقي في الدلائل وابن عساكر عن ابن عباس في قوله: ﴿وَامْرَأَتُهُ حَمَّالَةَ الْحَطَبِ ۝٤﴾ (سورة المسد، الآيتين 4). قال: كانت تحمل الشوك فتطرحه على طريق النبي ليعقره وأصحابه.
فقد كانت تحمل الشوك، فتضعه في طريق النبي صلى الله عليه وسلم، وزوجها أبو لهب: عبد العزى، كني بذلك لتلهّب وجنتيه وإشراقهما، أو في النار مناسبة لحاله فيه والنساء منهم من ذكر اسمها بشكل صريح أو ضمني..